# 索米利亞納冰川
67°0′S 67°9′W / 67.000°S 67.150°W
索米利亞納冰川（義大利語：Ghiacciaio Somigliana），是南極洲的冰川，位於葛拉漢地的盧貝海岸，處於阿羅史密斯半島北部，最終注入蘭米爾灣，以意大利數學家和物理學家命名，現時由南極條約體系管理。